# Rheinbahn-Typ NF8U
Die NF8U sind Niederflur-Stadtbahnwagen der Rheinbahn Düsseldorf auf Basis des Fahrzeugtyps Combino. Sie sind die ersten niederflurigen Stadtbahnwagen der nordrhein-westfälischen Landeshauptstadt. Das Fahrzeug verfügt über insgesamt acht Radpaare: die beiden Kleinraddrehgestelle (KRD) an den Fahrzeugköpfen sind zweiachsige Laufdrehgestelle, die übrigen vier Radpaare sind angetriebene Losradsätze. Die Triebwagen wurden speziell für die Wehrhahn-Linie konstruiert.

## Fahrzeug
Die NF8U sind unechte Zweirichtungswagen mit nur einem Führerstand und Türen auf beiden Seiten und verfügen über eine Vielfachsteuerung. Wie die zuvor für die Straßenbahn Düsseldorf beschafften Typen NF8 und NF10 bieten sie niederflurige Einstiege in 300 mm Höhe. Die beidseitig vier Doppeltüren haben eine lichte Weite von je 1200 mm. Je Seite liegt eine Tür nicht direkt einer anderen Tür gegenüber.
Die Wagenkästen bestehen wie beim Combino aus Aluminium und sind, anders als die ersten Combino-Generationen, geschweißt. Die drei Mittelteile folgen dem Konzept der Multigelenkwagen. Zwei Module laufen auf angetriebenen Combino-Laufwerken, dazwischen befindet sich ein laufwerksloses Mittelteil mit beidseitig je einer Tür. Die beiden Endteile laufen dagegen, wie auch bei den Typen NF8 und NF10, auf je einem Laufdrehgestell, das relativ klein ausgeführt ist und somit an der Front unter den Führerstand passt, so dass es die Gestaltung des Fahrgastraums möglichst gering einschränkt. In den Laufdrehgestellen sind klassische Radsätze verbaut, die nur bei Gefahrenbremsungen mit zum Verzögern genutzt werden.
Die ersten 15 Fahrzeuge wurden ohne Klimaanlage ausgeliefert. Auch bei den folgenden 61 Fahrzeugen wird auf eine Klimaanlage verzichtet, da Siemens keine Garantie übernehmen wollte, dass die zulässige Achslast von 10 Tonnen nicht überschritten wird.
Der Typ wird auch „Silberpfeil II“ oder „Hamsterbacke“ genannt.

## Geschichte
Zur Inbetriebnahme der Wehrhahn-Linie im Jahr 2016 wurden neue Stadtbahnwagen benötigt. Die folgenden Grundeigenschaften sollten dabei zum Tragen kommen:
- Niederflurwagen
- Einrichtungswagen mit Türen auf beiden Seiten (»unechte Zweirichtungswagen«)
- Wagenkastenbreite nicht größer als 2,40 Meter

Aufgrund der geringen Gleisabstände auf den Außenstrecken der Wehrhahn-Linie kommt ein Einsatz von hochflurigen Stadtbahnwagen mit einer Breite von 2,65 m nicht in Frage, zumal man auch die Bahnsteige nicht auf 90 cm erhöhen wollte. Damit die Fahrzeuge auch in Fahrtrichtung links liegende Bahnsteige wie den Mittelbahnsteig im U-Bahnhof Heinrich-Heine-Allee bedienen können, mussten sie beidseitig Türen erhalten. Man beließ es jedoch bei einem Führerstand, statt normale Zweirichtungswagen zu beschaffen. Im Mai 2006 kamen die ersten Wagen des Typs auf die Gleise der Rheinbahn, wo sie seit April 2007 eingesetzt werden.
Im August 2009 bestellte die Rheinbahn AG bei Siemens und Vossloh Kiepe weitere 26 niederflurige Stadtbahneinheiten. Dies ist die letzte Optionseinlösung des Vertrages über insgesamt 76 Fahrzeuge. Die Lieferung und Inbetriebsetzung dieser Fahrzeuge wurde im zweiten Quartal 2012 abgeschlossen.
Im Februar 2010 begann die Auslieferung von weiteren 61 Fahrzeugen. Insgesamt wurde diese Baureihe nun bis April 2012 auf 76 Fahrzeuge vergrößert. Am 26. März 2010 wurde mit dem Wagen 3316 der erste der zweiten Bauserie offiziell vorgestellt. Die weiteren Wagen sollten in einem achttägigen Lieferrhythmus an die Rheinbahn geliefert werden. Die neuen NF8U ersetzten bis 2011 die letzten GT8S und auch alle „gelben“ DUEWAG-Züge (GT8 und B4). Die Unterschiede zur ersten Bauserie liegen in den neuen orangefarbenen LED-Anzeigen für Liniennummer und Fahrtziel und der Videoüberwachung des gesamten Fahrgastraums.

## Einsatz

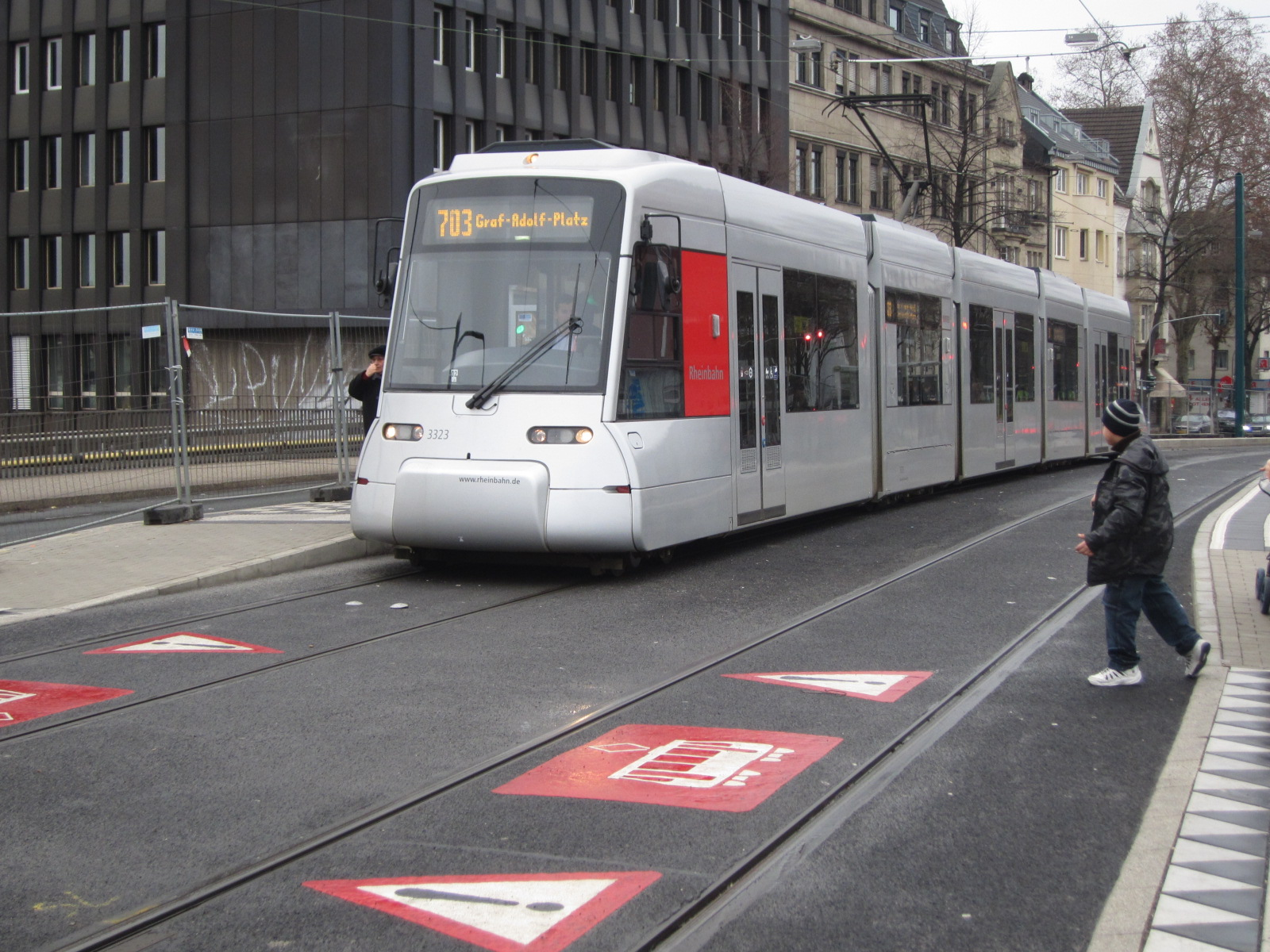
Wagen 3323 auf der Linie 703 unterwegs

Die ersten drei Wagen (3301–3303) wurden am 18. April 2007 erstmals auf der Linie 715 im Fahrgastbetrieb eingesetzt.
Bis zur Inbetriebnahme der Wehrhahn-Linie wurden die Triebwagen auf oberirdischen Straßenbahnlinien eingesetzt.
Seit April 2008 wurden die NF8U auf den Linien 703 (zeitweise in Doppeltraktion), 704, 706, 708, 709, 711, 713 und 715 eingesetzt.
Nach Umbau der Straßenbahnstrecke nach Ratingen auf Niederflur-Stadtbahnstandard wurden seit dem 27. Oktober 2010 NF8U in Doppeltraktion auch auf der Linie 712 (heute U72) eingesetzt.
Heute fahren die Wagen fast ausschließlich auf den Linien U71, U72, U73 und U83. Sie können durch Kuppeln am jeweils führerstandslosen Ende wie Zweirichtungsfahrzeuge eingesetzt werden. Prinzipiell lässt die Bahnsteiglänge im Tunnel auch Dreifachtraktionen zu, allerdings sind die Bahnsteige auf den oberirdischen Zulaufstrecken nicht dafür ausgelegt. Im Unterschied zu den TW 2000/2500 in Hannover und U5-Triebwagen in Frankfurt ist allerdings kein Übergang zwischen den beiden Fahrzeugen möglich.

## Auslieferung
Bis März 2011 waren 47 Wagen ausgeliefert worden. Bis Mai 2011 folgten die Fahrzeuge bis 3350. Im April 2012 wurde der letzte Wagen (3376) der Baureihe ausgeliefert. Der Rheinbahn stehen jetzt insgesamt 76 Wagen zur Verfügung.
- Baujahr 2006 3301–3303
- Baujahr 2007 3304–3315
- Baujahr 2010 3316–3344
- Baujahr 2011 3345–3369
- Baujahr 2012 3370–3376 (Stand April 2012)

## Auszeichnung
Das Fahrzeug wurde im März 2007 mit dem IF Design Award in der Kategorie Transportation ausgezeichnet.